# Margalo Gillmore
Margalo Gillmore (Londra, 31 maggio 1897 – New York, 30 giugno 1986) è stata un'attrice britannica naturalizzata statunitense.

## Biografia
Margalo Gillmore era figlia di Frank Gillmore, presidente dell'Actors' Equity, e dell'attrice Laura MacGillivray; anche la sorella Ruth Gillmore fu attrice.
Dopo aver studiato all'American Academy of Dramatic Arts, iniziò una lunga carriera teatrale, da The Scrap of Paper nel 1917 fino al musical Sail Away di Noël Coward nel 1961. La sua prima interpretazione di rilievo fu in The Famous Mrs. Fair, nel 1919, a fianco di Henry Miller e Blanche Bates. Fu membro della Tavola rotonda dell'Algonquin, il famoso circolo newyorkese di scrittori, attori e critici che era solito riunirsi all'Algonquin Hotel dal 1919 al 1929.
Dopo aver lavorato nel cinema come comparsa in un film muto del 1913 e nel cortometraggio The Home Girl (1928), la Gillmore ottenne il primo ruolo cinematografico di rilievo nel 1932 nel film Wayward. Seguì un periodo in cui rimase lontana dagli schermi, fino agli anni cinquanta, quando interpretò film come Intermezzo matrimoniale (1950), La lettera accusatrice (1951), Alta società (1956) e Su e giù per le scale (1959).
Durante la seconda guerra mondiale lavorò nella compagnia The Barretts of Wimpole Street di Katharine Cornell, diretta da Guthrie McClintic, che intratteneva le truppe militari in Italia, Francia ed Inghilterra.
Interpretò il ruolo di Mrs. Darling nella versione teatrale e televisiva di Peter Pan.

## Filmografia parziale

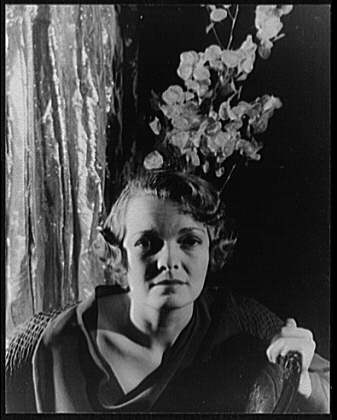
Margalo Gillmore

- Wayward, regia di Edward Sloman (1932)
- Intermezzo matrimoniale (Perfect Strangers), regia di Bretaigne Windust (1950)
- La lettera accusatrice (Cause for Alarm!), regia di Tay Garnett (1951)
- L'avventuriera (The Law and the Lady), regia di Edwin H. Knopf (1951)
- Il cane della sposa (Behave Youself!), regia di George Beck (1951)
- Fuga d'amore (Elopement), regia di Henry Koster (1951)
- Gonne al vento (Skirts Ahoy!), regia di Sidney Lanfield (1952)
- L'orfana senza sorriso (Scandal at Scourie), regia di Jean Negulesco (1953)
- Il mondo è delle donne (Woman's World), regia di Jean Negulesco (1954)
- Gaby, regia di Curtis Bernhardt (1956)
- Alta società (High Society), regia di Charles Walters (1956)
- Su e giù per le scale (Upstairs and Downstairs), regia di Ralph Thomas (1959)
- Guai con gli angeli (The Trouble with Angels), regia di Ida Lupino (1966)

## Doppiatrici italiane
- Giovanna Scotto in L'orfana senza sorriso[1], Alta società, Il mondo è delle donne
- Dina Perbellini in L'avventuriera[2]
- Franca Dominici in Fuga d'amore[3]